# Der kleine Dämon
Der kleine Dämon (russ.: Мелкий бес) ist ein Roman des russischen symbolistischen Autors Fjodor Sologub. Er entstand zwischen 1892 und 1902.

## Handlung
Der Gymnasiallehrer Ardal'on Borisyč Peredonov lebt in einer Provinzstadt, wo er seine Mitmenschen, besonders diejenigen, die er unter sich gestellt sieht, höchst unfreundlich behandelt. Er denkt, dass er aufgrund seines Aussehens und seiner Stellung jede Frau haben könne. Mit seiner Cousine Varvara, die ihm in schlechtem Benehmen und Boshaftigkeit kaum nachsteht, führt er unter dem Deckmantel der Verwandtschaft eine eheähnliche Beziehung. Die städtische Gerüchteküche jedoch brodelt bereits. Für Varvara scheint die Ehe der einzige Ausweg zu sein, die Verbindung zwischen sich und ihrem Vetter zu legalisieren. Dieser jedoch sträubt sich zunächst, und so verspricht ihm Varvara Protektion von einer ihr bekannten Petersburger Fürstin. Mithilfe gefälschter Briefe steigert sie seinen Glauben daran, und Peredonov sieht sich selbst bereits als Schulinspektor.
Doch zunächst befürchtet er, in der Stadt denunziert zu werden, und kehrt täglich bei den höheren Beamten der Stadt ein, um deren vermeintlich falsches Bild von ihm geradezurücken. Zur Vorbereitung auf den Posten als Inspektor besucht er des Weiteren die Eltern seiner Schüler, verbreitet über diese Gerüchte und lässt die Kinder züchtigen.
Dennoch sieht Peredonov seinen neuen Posten gefährdet, besonders durch seinen Freund Volodin, der gewisse Ähnlichkeiten mit einem Hammel hat und im Grunde für niemanden eine Gefahr darstellt. Peredonov beginnt, dem Wahnsinn zu verfallen. In Spielkarten entdeckt er menschliche Gesichter, die ihm drohen und sein Leben beobachten wollen und sieht überall Verschwörungen gegen ihn. Volodin erscheint ihm plötzlich als leibhaftiger Hammel, und eine teuflische Gestalt, ein Eumel, begegnet ihm und heftet sich an seine Fersen. Zu Beginn lässt sich dieser immer wieder noch verjagen, wird aber immer aufdringlicher und verführt ihn schließlich zur Brandlegung während eines Maskenballs. Auch der weiße Kater, den Peredonov ständig piesackte, erscheint ihm mit seinen glühenden grünen Augen und Fauchen wie ein Teufel.
Letztendlich führen Vavaras Intrigen und Peredonovs Wunsch nach der Inspektorenstelle tatsächlich in die Ehe. Doch während die Braut ihr Ziel erreicht hat, besitzt Peredonov immer noch nicht den gewünschten Posten und flüchtet sich geradezu in seine Wahnvorstellungen. Diese werden so groß, dass er zum Schluss seinen Freund Volodin mit einem Messer ersticht.

## Entstehung
- Sologub wurde – beispielsweise von Zinaida Gippius – vorgeworfen, er selbst hätte für seinen Protagonisten Peredonov Modell gestanden. Tatsächlich gibt es zwischen ihnen einige Parallelen: die Stelle als Lehrer in der Provinz, der Wunsch nach einer Inspektorenstelle, aber auch den sadomasochistischen Komplex und die Gerüchte um ein inzestuöses Verhältnis, das Peredonov mit seiner Cousine, Sologub vermutlich mit seiner Schwester führte. Sologub bestritt die Vermutungen unter Verweis auf Lehrerkollegen, die angeblich ebenfalls Ähnlichkeiten mit Peredonov aufwiesen.
- Der kleine Dämon wurde zunächst ab 1905 in der Zeitschrift Voprosy žizni (Fragen des Lebens) veröffentlicht. Nach 24 Kapiteln jedoch wurde der Vorabdruck eingestellt. Die letzten Kapitel konnten erst 1907 in der Buchveröffentlichung gelesen werden, fanden aber dann eine besondere Beachtung bei der Leserschaft. Das Buch begründete den nationalen und internationalen Ruhm Sologubs.

## Ausgaben
- Fjodor Sologub: Der kleine Dämon. Roman. Musarion Verlag, München 1919 (übersetzt von Reinhold von Walter).
- Fjodor Sologub: Der kleine Dämon. Roman. Fischer Verlag, Frankfurt/M. 1990, ISBN 3-596-29584-X (übersetzt von Eckhard Thiele).

## Verfilmung
- Nikolai Dostal (Regie): Мелкий бес. 1995.